# Хаавив
Хаавив или Пролеће (ориг. Haaviv / Proljeće), лист јеврејске деце био први специфично јеврејски часопис за децу и омладину у међуратној Југославији. Покренут је у Загребу, а издавало га је Повјереништво жидовског народног фонда за Југославију. Био је намењен јеврејској младежи како из ашкенаских, тако и из сефардских заједница на подручју Југославије. Излазио је као месечник на хрватском, односно хрватскосрпском језику све до 1941. године. Часопис је излазио једном месечно 19 година. Чува се у Националној и свеучилишној књижници у Загребу.